# مردمان
كانت مردمان (بالإنجليزية: Mardaman)‏ (أو تل باسيتكي (بالإنجليزية: Tell Bassetki)‏ الحديثة) مدينة تقع في شمال بلاد الرافدين بين حوالي 2200 و 1200 قبل الميلاد. تم الكشف عنها في عام 2018 بعد ترجمة 92 لوحًا مسماريًا. تم اكتشاف الألواح في صيف 2017 بالقرب من قرية باسيتكي الكردية من قبل فريق من علماء الآثار. كان الفريق من معهد توبنغن لدراسات الشرق الأدنى القديم بقيادة البروفيسور بيتر بفالزنر من جامعة توبنغن.

## تاريخ
استقر البشر في المدينة باستمرار بين 3000 و 600 قبل الميلاد، لكن أقدم إشارة مرجعية تعود إلى عهد الملك الأكدي نارام-سين، ابن الملك الأكدي مانيشتوشو. انضمت المدينة تحت حكم حاكمها «دوهسوسو» (بالإنجليزية: Duhsusu)‏ إلى «الثورة الكبرى» ضد الملك الأكدي نارام-سين. تم تدمير المدينة، ولكن أعيد بناؤها فيما بعد. وقد ورد ذكرها من قبل مصادر من سلالة أور الثالثة في حوالي 2100-2000 قبل الميلاد كمدينة مهمة على الحدود الشمالية لبلاد الرافدين. كانت المدينة آنذاك مركز إحدى الممالك واستولى عليها الملك الآشوري شمشي-أداد الأول عام 1786.
بعد سقوطها، أصبحت المدينة مملكة مستقلة تحت حكم الحاكم الحوري تيش-أولمي (بالإنجليزية: Tish-ulme)‏. طلبت رسالة لم يتم إرسالها مطلقًا من المفترض أن يتم إرسالها إلى تيش-أولمي من قبل ملك مملكة ماري زيمري-ليم، تسليم المدينة إليه لإعطائها إلى حاكم محلي موالي له. يبدو أن علاقة مردمان مع مملكة ماري كانت معادية، كما ظهر في دعم مردمان لمدينة هادنوم (بالإنجليزية: Hadnum)‏. غيرت الأخيرة تحالفها من زمري ليم إلى مدينة كوردا (بالإنجليزية: Kurda)‏. قام حقبة حمو (بالإنجليزية: Haqba-Hammu)‏ وهو حاكم كارانا (بالإنجليزية: Karana)‏ وحليف لمملكة ماري بغزو هادنوم بألفي رجل كانتقام، ولم تستطع جنود الإعانة من مردمان منع الاستيلاء على خمس مدن تابعة لهادنوم. أبلغت رسالة أخرى في أرشيف ماري زيمري-ليم بغزو مردمان من قبل حلفائه «قارني-ليم» (بالإنجليزية: Qarni-Lim)‏ من مملكة أنداريغ (بالإنجليزية: Andarig)‏ و شرايا (بالإنجليزية: Sharraya)‏ من مملكة «رازاما» (بالإنجليزية: Razama)‏. عانت مردمان من نهب آخر من قبل التوروكايين (بالإنجليزية: Turukkaeans)‏، وهم شعب جبلي من جبال زاغروس إلى الشمال، حوالي 1769/1768 قبل الميلاد.
شهدت المدينة فترة ازدهار أخيرة خلال الإمبراطورية الآشورية الوسطى كمكان اجتماع أحد الحكام بين 1250 و 1200 قبل الميلاد. تشير الألواح الطينية إلى اسم الحاكم المحلي «أشور-ناسير» (بالإنجليزية: Assur-nasir)‏ وتسرد بعض أنشطته.

## الآثار
تم اكتشاف أنقاض مدينة من العصر البرونزي في باسيتكي في عام 2013 خلال بحث ميداني أجرته جامعة توبنغن. منذ عام 2016، تم إجراء الحفريات في الموقع بقيادة الدكتور بيتر بفالزنر والدكتور حسن قاسم من قسم الآثار في دهوك.
في عام 2016، تم اكتشاف أن المدينة لديها سور من حوالي عام 2700 قبل الميلاد يحمي المدينة العليا وبأن لديها شبكة طرق واسعة والعديد من الأحياء السكنية ومبنى فخم. من الواضح أن هناك معبدًا مخصصًا لإله الطقس في بلاد الرافدين هدد. عثر علماء الآثار في صيف 2017 على 92 لوحًا يعود تاريخها إلى الإمبراطورية الآشورية الوسطى، حوالي 1250 قبل الميلاد في وعاء خزفي محمي بطبقة سميكة من الطين لربما استعملت لتخزين الألواح المرفقة. تم فك رموز الأقراص الصغيرة المكسورة جزئيًا بواسطة الدكتورة بيتينا فايست والتي تعرفت فيها على مردمان.